# Sariegu
Sariegu és un conceyu de la Comunitat Autònoma del Principat d'Astúries. Les seves festes principals són les de Santiago (el cap de setmana anterior al 25 de juliol) i Sant Pedrín de la Cueva (el tercer diumenge d'agost). També s'estan recuperant algunes festivitats relacionades amb algunes activitats tradicionals com per exemple l'esfoyaza.

## Geografia
Limita al nord amb Gijón i Villaviciosa, a l'est amb Villaviciosa, Nava i Cabranes, al sud amb Siero i Nava i a l'oest novament amb Siero. És el lloc de naixement del riu Nora. Al terme municipal hi ha les parròquies de Narzana, San Román i Santiago.

### Relleu
Morfològicament Sariegu és una gran vall envoltat de muntanyes no molt altes, inscrit en la depressió mesoterciaria asturiana, en la part del naixement del riu Nora i amb el límit nord en el cordal de la Llomba. La composició del sòl i del subsòl comprèn principalment al període secundari, majoritàriament Triàsic, Juràssic, conglomerats i arenisques, mostrant-se rastres paleozoics com les calcàries de muntanya a Careses. Les elevacions més destacades són: El pic Fario amb 731 metres en la zona occidental i que serveix de límit amb Siero, la lloma del Arbazal amb 563 metres i que és el punt limítrof de Sariegu, Nava, Cabranes i Villaviciosa, i també destaca la penya dels Cuatro Xueces, que separa els termes de Sariegu, Siero, Gijón i Villaviciosa.

### Hidrografia
El principal riu del concejo és el riu Nora, el naixement del qual se situa en el nord-est de Sariegu, concretament en la font de Ñora a Valvidares. Travessa el concejo durant 6 km, per a passar A Siero i acabar donant les seves aigües al riu Nalón, del que és el seu afluent més important dintre del seu vessant dret. Dona a la vall un caràcter asimètric, donada la major superfície del seu vessant norteña de la qual rep cinc corrents d'aigua. En el vessant meridional fluïxen rierols curts i de molt escàs cabal. Les aigües subterrànies del sòl originen nombroses fonts, pous, albellons, etc., que doten al concejo de gran abundància d'aigua, i a la causa del qual pot deure'n el nom. És de destacar la font d'aigües salades trobada en el Pozu Salau.

### Clima
Respecte al seu clima podem enquadrar a Sariegu dintre de la zona asturiana de les valls, que comprèn les terres situades entre els 200 i els 800 metres. Podem afirmar que les precipitacions mitjanes oscil·len entorn dels 1000 mm3, tenint unes temperatures mitjanes mínima i màxima d'entre 3 i 4º per a la mínima i 20-25º per a les màximes. Quant a la seva vegetació, a Sariegu abunden les prades naturals i els pasturatges, ja que ocupen més de la meitat de la superfície total del concejo. La capital del concejo de Sariegu és la localitat de Vega, que s'emmarca dintre de la parròquia de Santiago. Es troba a una altitud de 260 metres i està localitzada en una àmplia vall delimitat al nord per la serra de la Llomba. El seu territori va ser depenent de la mitra ovetense durant segles i es creu que va arravassar la capitalitat a la veïna localitat de Moral.

## Toponímia
En virtut del decret 116/2005 de 17 de novembre de 2005, publicat en el BOPA del 2 de desembre, van ser aprovades les formes oficials dels topònims del concejo de Sariegu, passant a ser oficials en tots els casos les denominacions en asturià, llevat en el cas de Lamasanti/Llamasanti, en el qual es va optar per mantenir una denominació bilingüe. Les denominacions ara oficialitzades són les úniques que podran aparèixer en la senyalització viària i en els mapes oficials.

## Evolució demogràfica
L'evolució de la població en el concejo sempre s'ha mantingut més o menys constant, tenint una mitjana històrica de 1.400 habitants, xifra que se supera encara que en molt poca quantitat avui dia, però que es troba una mica allunyada de la seva cota més alta que va anar de gairebé 1.750 habitants en la meitat del segle xx. D'aquesta manera la població de principis de segle és molt semblant, numèricament parlant a l'actual. La localització del concejo, situat entre Gijón, Siero, Villaviciosa i Nava li ha proporcionat una situació avantatjosa en el centre de la regió, ja que li ha permès ocupar cert paper de localització residencial que ha servit per a reduir-hi la pèrdua d'efectius.
La piràmide de població es troba bastant proporcionada en comparació d'altres concejos asturians, sent altament equilibrada la relació homes-dones. La població es concentra en tres parròquies que són les de Santa María de la Concepció en Bárzana, la parròquia de Santiago de Sariegu i la de San Román. De totes elles la de Santiago és la qual major nombre d'habitants té amb un total de 706 i s'hi troba localitzada la capital del concejo, que és Vega.
Respecte a l'activitat econòmica del concejo cal destacar-ne dos factors aliens com són les rendes obtingudes per les persones de Sariegu que treballen en altres concejos, i les prestacions percebudes d'una banda de la població (pensions, subsidis, etc.). Amb tot això el sector primari és el qual genera major nombre d'ocupacions en el municipi representant a un 41,23% del total. La ramaderia és l'activitat principal, comptabilitzant-se una majoria de caps bovins, tenint en un 70% una orientació làctia. L'edat mitjana de les persones titulars de les explotacions és de 50 anys, encara que aquí les perspectives que es produeixi un relleu generacional són molt més grans que en altres llocs.
El sector secundari i la construcció no es caracteritzen per tenir una gran presència en el concejo ni anteriorment ni ara on genera actualment un 24,3% de les ocupacions totals, sent la branca de la construcció la branca que es duu la major part d'ells. També té representació l'activitat fustaire i altra indústria extractiva. L'únic sector que està tenint una evolució realment positiva és el terciari dels serveis, que ha anat guanyat importància en el concejo durant aquests últims anys, arribant a tenir avui dia al 34,47% del total. L'activitat del comerç és la qual major nombre d'ocupacions dona al municipi.

## Història
No s'han pogut trobar vestigis històrics que provin l'existència de vida humana en el concejo durant temps prehistòrics ni romànics, ni visigots, encara que es tenen indicis d'un assentament romà en el territori, fet aquest no demostrat per falta de proves arquitectòniques, epigráficas o numismàtiques. La primera notícia documental que es té del concejo ens ve de l'any 996 dC, en el qual el monarca Beremund II de Lleó i la seva esposa Elvira cedeixen diverses possessions de Sariegu al monestir de San Pelayo a Oviedo. Aquest fet queda commemorat el dia 14 de març de 1996 amb una placa situada en la Font Pozu Salau, que diu: «commemoració mil·lenari donació de la vall de Sariegu pel rei Bermudo II al Real Monestir de San Pelayo d'Oviedo».
En l'alta edat mitjana, hi ha professionals que col·loquen a Sariegu dintre del territori del Maliayo (Villaviciosa), i altres persones l'inclouen en el de Siero. En el 1076 Bronildi García fa una donació que inclou l'església de Santa María, encara que no se sap exactament si es tracta de la de Sariegu o d'una molt pròxima que tenia el mateix nom. En l'any 1200 el rei Alfons IX de Lleó cedeix terres i possessions del concejo al recentment fundat monestir de Valdediós. Durant el segle xiii les lluites entre les gents dels llogarets de Sariegu i els poders monacales es van convertir en freqüents, arribant a tal punt que el rei Alfons X el Savi havia concedit al poble el privilegi de poder organitzar-se en concejo, davant el que els monestirs de San Pelayo a Oviedo i Valdediós en Villaviciosa es van rebel·lar i van aconseguir fer que el rei canviés d'actitud no atorgant-los tal privilegi. Era Sariegu lloc de passada dintre del camí de peregrinació de Santiago, creuant el territori l'itinerari del «camí francès».
Al concejo hi arribaven caminants que, després de deixar Valdediós, seguien camí posteriorment per Siero i Oviedo. Es creu que va haver d'haver un hospital per a atendre i allotjar a aquestes persones que feien la peregrinació. Se sol assenyalar com primera capital del concejo a Moral, tal com sosté Jovellanos en la seva col·lecció d'Astúries. Al constituir-se la Junta General del Principat, Sariegu hi participa com a municipi de reialenc amb procurador propi i vot en aquesta. Durant l'Edat Mitjana el concejo compte amb un alferes major, regidors i dos jutges. Durant aquesta època el control de la vall va ser exercit per la família Vigil-Quiñones l'escut de la qual d'armes es pot observar al Palacio de Moral.
Al principi del segle xix, concretament en la Guerra de la Independència, Sariegu va ser lloc de passada de les tropes franceses, estant els escamots asturians amagades pels seus vessants i els racons muntanyencs des d'on atacaven a aquestes tropes invasores. Acabada la contesa es comença a produir un moviment migratori a terres d'ultramar que duraria diversos anys. Ja en el segle xx la ressenya històrica més destacada és la contesa Civil espanyola, que va deprimir als habitants com en la resta del país. En aquesta contesa en el municipi va quedar habilitat un petit camp d'aviació republicà.